# Kazakstan i olympiska sommarspelen 2012
Kazakstan deltog i de olympiska sommarspelen 2012 som ägde rum i London mellan den 27 juli och den 12 augusti 2012.

## Medaljörer
| Medalj | Namn                | Sport         | Gren                                      |
| ------ | ------------------- | ------------- | ----------------------------------------- |
| Guld   | Aleksandr Vinokurov | Cykling       | Herrarnas linjelopp landsväg              |
| Guld   | Zülfia Tjinsjanlo   | Tyngdlyftning | Damernas 53 kg                            |
| Guld   | Maja Maneza         | Tyngdlyftning | Damernas 63 kg                            |
| Guld   | Svetlana Podobedova | Tyngdlyftning | Damernas 75 kg                            |
| Guld   | Ilja Ilin           | Tyngdlyftning | Herrarnas 94 kg                           |
| Guld   | Olga Rypakova       | Friidrott     | Damernas tresteg                          |
| Brons  | Danijal Gadzjijev   | Brottning     | Herrarnas mellanvikt grekisk-romersk stil |

## Boxning
Kazakstan har en kvalificerad deltagare till herrars boxning, viktklass är dock ännu inte bestämt.
- Herrar, boxning (icke bestämd viktklass) – Qanat Äbutälipov

Herrar
| Boxare              | Gren            | Sextondelsfinal        | Åttondelsfinal        | Kvartsfinal               | Semifinal              | Final                     | Final            |
| Boxare              | Gren            | Motståndare Resultat   | Motståndare Resultat  | Motståndare Resultat      | Motståndare Resultat   | Motståndare Resultat      | Placering        |
| ------------------- | --------------- | ---------------------- | --------------------- | ------------------------- | ---------------------- | ------------------------- | ---------------- |
| Birzjan Zjaqypov    | Lätt flugvikt   | Beccu (FRA) W 18–17    | Barriga (PHI) W 17–16 | Zou S (CHN) L 10–13       | Gick inte vidare       | Gick inte vidare          | Gick inte vidare |
| Ilijas Sülejmenov   | Flugvikt        | Ntuve (SWE) W 13–8     | Selby (GBR) L 15–19   | Gick inte vidare          | Gick inte vidare       | Gick inte vidare          | Gick inte vidare |
| Qanat Äbutälipov    | Bantamvikt      | Slamana (SYR) W 15–7   | Nevin (IRL) L 10–15   | Gick inte vidare          | Gick inte vidare       | Gick inte vidare          | Gick inte vidare |
| Ghani Zjajlauov     | Lättvikt        | Ardee (THA) W 12–12    | Bhagwan (IND) W 16–8  | Toledo (CUB) L 11–19      | Gick inte vidare       | Gick inte vidare          | Gick inte vidare |
| Danijar Jeleusinov  | Lätt weltervikt | Herring (USA) W 19–9   | Tolouti (IRI) W 19–10 | Mangiacapre (ITA) L 12–16 | Gick inte vidare       | Gick inte vidare          | Gick inte vidare |
| Serik Säpijev       | Weltervikt      | BYE                    | Suzuki (JPN) W 25–11  | Maestre (VEN) W 20–9      | Zamkovoj (RUS) W 18–12 | Evans (GBR) W 17–9        | 1                |
| Danabek Suzjanov    | Mellanvikt      | Vijender (IND) L 10–14 | Gick inte vidare      | Gick inte vidare          | Gick inte vidare       | Gick inte vidare          | Gick inte vidare |
| Ädilbek Niazymbetov | Lätt tungvikt   | BYE                    | Góngora (ECU) W 13–5  | Rouzbahani (IRI) W 13–10  | Hvozdyk (UKR) W 13+–13 | Mechontsev (RUS) L 15–15+ | 2                |
| Ivan Dytjko         | Supertungvikt   | i.u.                   | Pfeifer (GER) W 14–4  | Kean (CAN) W 20-6         | Joshua (GBR) L 11–13   | Gick inte vidare          | 3                |

Damer
| Boxare          | Gren       | Åttondelsfinal        | Kvartsfinal            | Semifinal             | Final                | Final            |
| Boxare          | Gren       | Motståndare Resultat  | Motståndare Resultat   | Motståndare Resultat  | Motståndare Resultat | Placering        |
| --------------- | ---------- | --------------------- | ---------------------- | --------------------- | -------------------- | ---------------- |
| Saida Chasenova | Lättvikt   | Araújo (BRA) L 14–16  | Gick inte vidare       | Gick inte vidare      | Gick inte vidare     | Gick inte vidare |
| Marina Volnova  | Mellanvikt | Andiego (KEN) W 20–11 | Marshall (GBR) W 16–12 | Shields (USA) L 15–29 | Gick inte vidare     | 3                |

## Brottning
Herrar, fristil
| Brottare             | Gren    | Kvalomgång           | Åttondelsfinal           | Kvartsfinal                | Semifinal                | Återkval 1           | Återkval 2           | Final / Brons        | Final / Brons |
| Brottare             | Gren    | Motståndare Resultat | Motståndare Resultat     | Motståndare Resultat       | Motståndare Resultat     | Motståndare Resultat | Motståndare Resultat | Motståndare Resultat | Placering     |
| -------------------- | ------- | -------------------- | ------------------------ | -------------------------- | ------------------------ | -------------------- | -------------------- | -------------------- | ------------- |
| Däület Niazbekov     | -55 kg  | BYE                  | Hazewinkel (USA) W 3–1   | Peker (TUR) W 3–1          | Otarsultanov (RUS) L 1–3 | BYE                  | BYE                  | Yang K-I (PRK) L 1–3 | 5             |
| Däüren Zjumaghazijev | -60 kg  | BYE                  | Esmaeilpour (IRI) L 1–3  | Gick inte vidare           | Gick inte vidare         | Gick inte vidare     | Gick inte vidare     | Gick inte vidare     | 12            |
| Aqzjürek Tangatarov  | -66 kg  | BYE                  | Kvjatkovskyj (UKR) W 3–1 | Safarjan (ARM) W 3–1       | Kumar (IND) L 1–3        | BYE                  | BYE                  | Şahin (TUR) W 3–1    | 3             |
| Abdultjakim Sjapiev  | -74 kg  | BYE                  | Ouechtati (TUN) W 3–1    | Hatos (HUN) L 0–3          | Gick inte vidare         | Gick inte vidare     | Gick inte vidare     | Gick inte vidare     | 10            |
| Jermek Bajduasjev    | -84 kg  | Lashgari (IRI) L 0–3 | Gick inte vidare         | Gick inte vidare           | Gick inte vidare         | Gick inte vidare     | Gick inte vidare     | Gick inte vidare     | 19            |
| Tajmuraz Tigijev     | -96 kg  | Gadisov (RUS) L 1–3  | Gick inte vidare         | Gick inte vidare           | Gick inte vidare         | Gick inte vidare     | Gick inte vidare     | Gick inte vidare     | 14            |
| Däulet Sjabanaj      | -120 kg | BYE                  | Chintoan (ROU) W 3–1     | Modzmanashvili (GEO) L 0–3 | Did not advance          | BYE                  | Ruíz (MEX) W 5–0     | Machov (RUS) L 1–3   | 5             |

Herrar, grekisk-romersk stil
| Brottare             | Gren    | Kvalomgång             | Åttondelsfinal         | Kvartsfinal          | Semifinal            | Återkval 1           | Återkval 2           | Final / brons          | Final / brons |
| Brottare             | Gren    | Motståndare Resultat   | Motståndare Resultat   | Motståndare Resultat | Motståndare Resultat | Motståndare Resultat | Motståndare Resultat | Motståndare Resultat   | Placering     |
| -------------------- | ------- | ---------------------- | ---------------------- | -------------------- | -------------------- | -------------------- | -------------------- | ---------------------- | ------------- |
| Almat Kebispajev     | -60 kg  | Temirov (UKR) W 3–0    | Liendo (VEN) W 3–1     | Norouzi (IRI) L 0–3  | Gick inte vidare     | BYE                  | Angelov (BUL) W 3–0  | Matsumoto (JPN) L 1–3  | 5             |
| Darchan Bajachmetov  | -66 kg  | Maksimović (SRB) W 3–0 | Venckaitis (LTU) L 1-3 | Gick inte vidare     | Gick inte vidare     | Gick inte vidare     | Gick inte vidare     | Gick inte vidare       | 9             |
| Aschat Dilmuchamedov | -74 kg  | BYE                    | Kikiniou (BLR) L 0–3   | Gick inte vidare     | Gick inte vidare     | Gick inte vidare     | Gick inte vidare     | Gick inte vidare       | 15            |
| Danial Gadzjijev     | -84 kg  | BYE                    | Marinov (BUL) W 3–0    | Chugajev (RUS) L 0–3 | Gick inte vidare     | BYE                  | Selimaŭ (BLR) W 3–1  | Gegesjidze (GEO) W 3–1 | 3             |
| Nurmachan Tinalijev  | -120 kg | Eurén (SWE) L 0–3      | Gick inte vidare       | Gick inte vidare     | Gick inte vidare     | Gick inte vidare     | Gick inte vidare     | Gick inte vidare       | 18            |

Damer, fristil
| Brottare          | Gren   | Kvalomgång            | Åttondelsfinal            | Kvartsfinal           | Semifinal            | Återkval 1           | Återkval 2              | Final / brons        | Final / brons |
| Brottare          | Gren   | Motståndare Resultat  | Motståndare Resultat      | Motståndare Resultat  | Motståndare Resultat | Motståndare Resultat | Motståndare Resultat    | Motståndare Resultat | Placering     |
| ----------------- | ------ | --------------------- | ------------------------- | --------------------- | -------------------- | -------------------- | ----------------------- | -------------------- | ------------- |
| Zjuldyz Jesjimova | -48 kg | BYE                   | Kaladzinskaya (BLR) L 0–5 | Gick inte vidare      | Gick inte vidare     | Gick inte vidare     | Gick inte vidare        | Gick inte vidare     | 15            |
| Jelena Sjalygina  | -63 kg | Ostapchuk (UKR) L 0–5 | Gick inte vidare          | Gick inte vidare      | Gick inte vidare     | Gick inte vidare     | Gick inte vidare        | Gick inte vidare     | 15            |
| Güzel Manjurova   | -72 kg | BYE                   | Hamaguchi (JPN) W 3–1     | Vorobjova (RUS) L 0–5 | Gick inte vidare     | BYE                  | Burmistrova (UKR) W 3–0 | Wang J (CHN) W 3–1   | 3             |

## Bågskytte
Damer
| Bågskytt          | Gren                   | Ranking-runda | Ranking-runda | 32-delsfinal                | Sextondelsfinal              | Åttondelsfinal    | Kvartsfinal       | Semifinal         | Final             | Final            |
| Bågskytt          | Gren                   | Poäng         | Seedning      | Motståndare Poäng           | Motståndare Poäng            | Motståndare Poäng | Motståndare Poäng | Motståndare Poäng | Motståndare Poäng | Placering        |
| ----------------- | ---------------------- | ------------- | ------------- | --------------------------- | ---------------------------- | ----------------- | ----------------- | ----------------- | ----------------- | ---------------- |
| Denis Gankin      | Herrarnas individuella | 670           | 17            | Kamaruddin (MAS) (48) W 6–4 | van der Ven (NED) (16) L 1–7 | Gick inte vidare  | Gick inte vidare  | Gick inte vidare  | Gick inte vidare  | Gick inte vidare |
| Anastasia Bannova | Damernas individuella  | 614           | 54            | Román (MEX) (11) L 2–6      | Gick inte vidare             | Gick inte vidare  | Gick inte vidare  | Gick inte vidare  | Gick inte vidare  | Gick inte vidare |

## Cykling
| Cyklist             | Gren                | Tid      | Placering |
| ------------------- | ------------------- | -------- | --------- |
| Asan Bazajev        | Herrarnas linjelopp | 5:46:37  | 43        |
| Asan Bazajev        | Herrarnas tempolopp | 56:40.77 | 31        |
| Aleksandr Vinokurov | Herrarnas linjelopp | 5:45:57  | 1         |
| Aleksandr Vinokurov | Herrarnas tempolopp | 55:37.05 | 23        |

## Friidrott
Kazakstan lyckades kvalificera sig för tre friidrottgrenar i den så kallade "B-standarden". Varje land fick ställa upp med tre deltagare, som alla måste uppnå A-standard, i varje gren. Om man bara hade idrottare som uppnådde B-standarden så var gränsen en deltagare per gren.
Kvalificerade i B-standarden
- Damer 800 meter
- Damer höjdhopp
- Damer tresteg

Förkortningar
- Notera – Placeringar gäller endast den tävlandes eget heat
- Q = Kvalificerade sig till nästa omgång via placering
- q = Kvalificerade sig på tid eller, i fältgrenarna, på placering utan att ha nått kvalgränsen
- NR = Nationellt rekord
- N/A = Omgången inte möjlig i grenen
- Bye = Idrottaren behövde inte delta i omgången

Herrar
Bana och väg
| Idrottare           | Gren           | Heat     | Heat      | Semifinal        | Semifinal        | Final            | Final            |
| Idrottare           | Gren           | Resultat | Placering | Resultat         | Placering        | Resultat         | Placering        |
| ------------------- | -------------- | -------- | --------- | ---------------- | ---------------- | ---------------- | ---------------- |
| Vitalij Anitjkin    | 50 km gång     | i.u.     | i.u.      | i.u.             | i.u.             | 4:14:09          | 49               |
| Artjom Kosinov      | 3 000 m hinder | 8:42.27  | 10        | i.u.             | i.u.             | Gick inte vidare | Gick inte vidare |
| Viktor Leptikov     | 400 m häck     | 51.67    | 8         | Gick inte vidare | Gick inte vidare | Gick inte vidare | Gick inte vidare |
| Vjatjeslav Muravjov | 200 m          | 21.75    | 7         | Gick inte vidare | Gick inte vidare | Gick inte vidare | Gick inte vidare |
| Georgij Sjejko      | 20 km gång     | i.u.     | i.u.      | i.u.             | i.u.             | 1:23:52          | 35               |
| Sergej Zajkov       | 400 m          | 47.12    | 7         | Gick inte vidare | Gick inte vidare | Gick inte vidare | Gick inte vidare |

Fältgrenar
| Idrottare       | Gren     | Kval  | Kval      | Final            | Final            |
| Idrottare       | Gren     | Längd | Placering | Längd            | Placering        |
| --------------- | -------- | ----- | --------- | ---------------- | ---------------- |
| Jevgenij Ektov  | Tresteg  | 16.31 | 19        | Gick inte vidare | Gick inte vidare |
| Nikita Filippov | Stavhopp | 5.35  | =18       | Gick inte vidare | Gick inte vidare |
| Roman Valijev   | Tresteg  | 16.23 | 21        | Gick inte vidare | Gick inte vidare |

Kombinerade grenar – tiokamp
| Idrottare     | Gren     | 100 m | LJ   | SP    | HJ   | 400 m | 110H  | DT    | PV   | JT    | 1500 m  | Final | Placering |
| ------------- | -------- | ----- | ---- | ----- | ---- | ----- | ----- | ----- | ---- | ----- | ------- | ----- | --------- |
| Dmitrj Karpov | Resultat | 10.91 | 7.21 | 16.47 | 1.99 | 49.83 | 14.40 | 44.93 | 5.10 | 49.93 | 5:16.83 | 7926  | 18        |
| Dmitrj Karpov | Poäng    | 881   | 864  | 880   | 794  | 822   | 924   | 765   | 941  | 588   | 467     | 7926  | 18        |

Damer
Bana och väg
| Idrottare             | Gren       | Heat     | Heat      | Kvartsfinal | Kvartsfinal | Semifinal        | Semifinal        | Final            | Final            |
| Idrottare             | Gren       | Resultat | Placering | Resultat    | Placering   | Resultat         | Placering        | Resultat         | Placering        |
| --------------------- | ---------- | -------- | --------- | ----------- | ----------- | ---------------- | ---------------- | ---------------- | ---------------- |
| Tatjana Azarova       | 400 m häck | 58.53    | 6         | i.u.        | i.u.        | Gick inte vidare | Gick inte vidare | Gick inte vidare | Gick inte vidare |
| Olga Bludova          | 100 m      | BYE      | BYE       | 11.31       | 2 Q         | 11.39            | 8                | Gick inte vidare | Gick inte vidare |
| Natalja Ivoninskaja   | 100 m häck | 13.48    | 7         | i.u.        | i.u.        | Gick inte vidare | Gick inte vidare | Gick inte vidare | Gick inte vidare |
| Ajman Qozjachmetova   | 20 km gång | i.u.     | i.u.      | i.u.        | i.u.        | i.u.             | i.u.             | 1:35:00          | 42               |
| Sjolpan Qozjachmetova | 20 km gång | i.u.     | i.u.      | i.u.        | i.u.        | i.u.             | i.u.             | DNF              | DNF              |
| Marina Maslenko       | 400 m      | 53.66    | 6         | i.u.        | i.u.        | Gick inte vidare | Gick inte vidare | Gick inte vidare | Gick inte vidare |
| Margarita Matsko      | 800 m      | 2:02.12  | 5 q       | i.u.        | i.u.        | 1:59.20          | 3                | Gick inte vidare | Gick inte vidare |
| Anastasia Pilipenko   | 400 m häck | 13.77    | 5         | i.u.        | i.u.        | Gick inte vidare | Gick inte vidare | Gick inte vidare | Gick inte vidare |
| Anastasia Soprunova   | 400 m häck | 13.40    | 4         | i.u.        | i.u.        | Gick inte vidare | Gick inte vidare | Gick inte vidare | Gick inte vidare |
| Viktoria Zjabkina     | 200 m      | 23.49    | 7         | i.u.        | i.u.        | Gick inte vidare | Gick inte vidare | Gick inte vidare | Gick inte vidare |

Fältgrenar
| Idrottare         | Gren        | Kval  | Kval      | Final            | Final            |
| Idrottare         | Gren        | Längd | Placering | Längd            | Placering        |
| ----------------- | ----------- | ----- | --------- | ---------------- | ---------------- |
| Marina Aitova     | Höjdhopp    | NM    | —         | Gick inte vidare | Gick inte vidare |
| Irina Ektova      | Tresteg     | 13.39 | 31        | Gick inte vidare | Gick inte vidare |
| Aleksandra Fisher | Kulstötning | 16.16 | 29        | Gick inte vidare | Gick inte vidare |
| Olga Rypakova     | Tresteg     | 14.79 | 1 Q       | 14.98            | 1                |

Kombinerade grenar – sjukamp
| Idrottare     | Gren     | 100H  | HJ   | SP    | 200 m | LJ   | JT    | 800 m   | Final | Placering |
| ------------- | -------- | ----- | ---- | ----- | ----- | ---- | ----- | ------- | ----- | --------- |
| Irina Karpova | Resultat | 14.21 | 1.68 | 11.68 | 25.42 | 5.70 | 35.75 | 2:28.93 | 5319  | 32        |
| Irina Karpova | Poäng    | 949   | 830  | 640   | 849   | 759  | 586   | 706     | 5319  | 32        |

## Fäktning
- Huvudartikel: Fäktning vid olympiska sommarspelen 2012

Herrar
| Idrottare         | Gren                | Omgång 1          | Omgång 2                | Omgång 3              | Kvartsfinal       | Semifinal         | Final / BM        | Final / BM       |
| Idrottare         | Gren                | Motståndare Poäng | Motståndare Poäng       | Motståndare Poäng     | Motståndare Poäng | Motståndare Poäng | Motståndare Poäng | Placering        |
| ----------------- | ------------------- | ----------------- | ----------------------- | --------------------- | ----------------- | ----------------- | ----------------- | ---------------- |
| Dmitrij Aleksanin | Värja, individuellt | i.u.              | Fernández (VEN) L 12–15 | Gick inte vidare      | Gick inte vidare  | Gick inte vidare  | Gick inte vidare  | Gick inte vidare |
| Elmir Älimzjanov  | Värja, individuellt | i.u.              | Nguyễn T N (VIE) W 15–5 | Jung J-S (KOR) L 8–15 | Gick inte vidare  | Gick inte vidare  | Gick inte vidare  | Gick inte vidare |

Damer
| Idrottare      | Gren                | Omgång 1          | Omgång 2               | Omgång 3          | Kvartsfinal       | Semifinal         | Final / BM        | Final / BM       |
| Idrottare      | Gren                | Motståndare Poäng | Motståndare Poäng      | Motståndare Poäng | Motståndare Poäng | Motståndare Poäng | Motståndare Poäng | Placering        |
| -------------- | ------------------- | ----------------- | ---------------------- | ----------------- | ----------------- | ----------------- | ----------------- | ---------------- |
| Julia Zjivitsa | Sabel, individuellt | i.u.              | Gavrilova (RUS) L 7–15 | Gick inte vidare  | Gick inte vidare  | Gick inte vidare  | Gick inte vidare  | Gick inte vidare |

## Gymnastik
- Huvudartikel: Gymnastik vid olympiska sommarspelen 2012

### Artistisk
Herrar
| Idrottare        | Gren     | Kval    | Kval    | Kval    | Kval    | Kval    | Kval    | Kval   | Kval      | Final            | Final            | Final            | Final            | Final            | Final            | Final            | Final            |
| Idrottare        | Gren     | Redskap | Redskap | Redskap | Redskap | Redskap | Redskap | Totalt | Placering | Redskap          | Redskap          | Redskap          | Redskap          | Redskap          | Redskap          | Totalt           | Placering        |
| Idrottare        | Gren     | F       | PH      | R       | V       | PB      | HB      | Totalt | Placering | F                | PH               | R                | V                | PB               | HB               | Totalt           | Placering        |
| ---------------- | -------- | ------- | ------- | ------- | ------- | ------- | ------- | ------ | --------- | ---------------- | ---------------- | ---------------- | ---------------- | ---------------- | ---------------- | ---------------- | ---------------- |
| Stepan Gorbatjev | Mångkamp | 13.900  | 13.733  | 13.533  | 15.666  | 13.433  | 13.666  | 83.931 | 30        | Gick inte vidare | Gick inte vidare | Gick inte vidare | Gick inte vidare | Gick inte vidare | Gick inte vidare | Gick inte vidare | Gick inte vidare |

Damer
| Idrottare      | Gren     | Kval    | Kval    | Kval    | Kval    | Kval   | Kval      | Final            | Final            | Final            | Final            | Final            | Final            |
| Idrottare      | Gren     | Redskap | Redskap | Redskap | Redskap | Totalt | Placering | Redskap          | Redskap          | Redskap          | Redskap          | Totalt           | Placering        |
| Idrottare      | Gren     | F       | V       | UB      | BB      | Totalt | Placering | F                | V                | UB               | BB               | Totalt           | Placering        |
| -------------- | -------- | ------- | ------- | ------- | ------- | ------ | --------- | ---------------- | ---------------- | ---------------- | ---------------- | ---------------- | ---------------- |
| Möldir Äzimbaj | Mångkamp | 11.933  | 12.800  | 10.700  | 11.566  | 46.999 | 58        | Gick inte vidare | Gick inte vidare | Gick inte vidare | Gick inte vidare | Gick inte vidare | Gick inte vidare |

### Rytmisk
| Idrottare      | Gren         | Kval   | Kval     | Kval   | Kval   | Kval    | Kval      | Final            | Final            | Final            | Final            | Final            | Final            |
| Idrottare      | Gren         | Boll   | Tunnband | Käglor | Band   | Totalt  | Placering | Boll             | Tunnband         | Käglor           | Band             | Totalt           | Placering        |
| -------------- | ------------ | ------ | -------- | ------ | ------ | ------- | --------- | ---------------- | ---------------- | ---------------- | ---------------- | ---------------- | ---------------- |
| Anna Aljabjeva | Individuellt | 27.200 | 26.575   | 25.250 | 27.400 | 106.425 | 15        | Gick inte vidare | Gick inte vidare | Gick inte vidare | Gick inte vidare | Gick inte vidare | Gick inte vidare |

## Judo
Herrar
| Idrottare          | Gren                     | 32-delsfinal                | Sextondelsfinal                | Åttondelsfinal              | Kvartsfinal          | Semifinal            | Återkval             | Bronsmatch           | Final                | Final            |
| Idrottare          | Gren                     | Motståndare Resultat        | Motståndare Resultat           | Motståndare Resultat        | Motståndare Resultat | Motståndare Resultat | Motståndare Resultat | Motståndare Resultat | Motståndare Resultat | Placering        |
| ------------------ | ------------------------ | --------------------------- | ------------------------------ | --------------------------- | -------------------- | -------------------- | -------------------- | -------------------- | -------------------- | ---------------- |
| Jerkebulan Qosajev | Extra lättvikt (-60 kg)  | BYE                         | Pessoa (CAN) W 0001–0000       | Davtjan (ARM) L 0000–0100   | Gick inte vidare     | Gick inte vidare     | Gick inte vidare     | Gick inte vidare     | Gick inte vidare     | Gick inte vidare |
| Sergej Lim         | Halv lättvikt (-66 kg)   | BYE                         | Ivanov (BUL) W 0101–0001       | Ebinuma (JPN) L 0001–0010   | Gick inte vidare     | Gick inte vidare     | Gick inte vidare     | Gick inte vidare     | Gick inte vidare     | Gick inte vidare |
| Rinat Ibragimov    | Lättvikt (-73 kg)        | BYE                         | Wang K-C (KOR) L 0000–1001     | Gick inte vidare            | Gick inte vidare     | Gick inte vidare     | Gick inte vidare     | Gick inte vidare     | Gick inte vidare     | Gick inte vidare |
| Islam Bozbajev     | Halv mellanvikt (-81 kg) | Vasylenko (UKR) W 1000–0001 | Denanyoh (TOG) W 0200–0000     | Bischof (GER) L 1011–0002   | Gick inte vidare     | Gick inte vidare     | Gick inte vidare     | Gick inte vidare     | Gick inte vidare     | Gick inte vidare |
| Timur Bolat        | Mellanvikt (-90 kg)      | i.u.                        | Mesbah (EGY) W 1002–0011       | Nishiyama (JPN) L 0000–0010 | Gick inte vidare     | Gick inte vidare     | Gick inte vidare     | Gick inte vidare     | Gick inte vidare     | Gick inte vidare |
| Maksim Rakov       | Halv tungvikt (-100 kg)  | i.u.                        | Qasımov (AZE) L 0000–0011      | Gick inte vidare            | Gick inte vidare     | Gick inte vidare     | Gick inte vidare     | Gick inte vidare     | Gick inte vidare     | Gick inte vidare |
| Jerzjan Sjynkejev  | Tungvikt (+100 kg)       | i.u.                        | Jaballah (TUN) L 0001–0001 YUS | Gick inte vidare            | Gick inte vidare     | Gick inte vidare     | Gick inte vidare     | Gick inte vidare     | Gick inte vidare     | Gick inte vidare |

Damer
| Idrottare             | Gren                    | Sextondelsfinal      | Åttondelsfinal             | Kvartsfinal              | Semifinal            | Återkval                   | Bronsmatch           | Final                | Final            |
| Idrottare             | Gren                    | Motståndare Resultat | Motståndare Resultat       | Motståndare Resultat     | Motståndare Resultat | Motståndare Resultat       | Motståndare Resultat | Motståndare Resultat | Placering        |
| --------------------- | ----------------------- | -------------------- | -------------------------- | ------------------------ | -------------------- | -------------------------- | -------------------- | -------------------- | ---------------- |
| Aleksandra Podrjadova | Extra lättvikt (-48 kg) | BYE                  | Munkhbat (MGL) L 0001–0010 | Gick inte vidare         | Gick inte vidare     | Gick inte vidare           | Gick inte vidare     | Gick inte vidare     | Gick inte vidare |
| Gulzjan Isanova       | Tungvikt (+78 kg)       | BYE                  | Kim N-Y (KOR) W 0012+–0012 | Bryant (GBR) L 0011–0102 | Gick inte vidare     | Altheman (BRA) L 0002–0111 | Gick inte vidare     | Gick inte vidare     | 7                |

## Kanotsport
Slalom
| Kanotist          | Gren                | Omgång 1 | Omgång 1  | Omgång 1 | Omgång 1  | Omgång 1 | Omgång 1  | Semifinal        | Semifinal        | Final            | Final            |
| Kanotist          | Gren                | Omgång 1 | Placering | Omgång 2 | Placering | Bästa    | Placering | Tid              | Placering        | Tid              | Placering        |
| ----------------- | ------------------- | -------- | --------- | -------- | --------- | -------- | --------- | ---------------- | ---------------- | ---------------- | ---------------- |
| Rafail Vergojazov | Herrarnas C1 slalom | 125.49   | 15        | 225.23   | 17        | 125.49   | 17        | Gick inte vidare | Gick inte vidare | Gick inte vidare | Gick inte vidare |

Sprint
| Kanotist                           | Gren                | Heat     | Heat      | Semifinal | Semifinal | Final            | Final            |
| Kanotist                           | Gren                | Tid      | Placering | Tid       | Placering | Tid              | Placering        |
| ---------------------------------- | ------------------- | -------- | --------- | --------- | --------- | ---------------- | ---------------- |
| Aleksandr Djadtjuk                 | Herrarnas C1 200 m  | 43.204   | 3 Q       | 42.359    | 5 FB      | 45.283           | 14               |
| Aleksandr Djadtjuk                 | Herrarnas C1 1000 m | 4:44.175 | 4 Q       | 4:56.724  | 8 FB      | 4:55.737         | 16               |
| Jevgenij Aleksejev Alexej Dergunov | Herrarnas K1 200 m  | 34.254   | 6 FB      | BYE       | BYE       | 35.494           | 9                |
| Jevgenij Aleksejev Alexej Dergunov | Herrarnas K2 1000 m | 3:32.176 | 5 Q       | 3:17.788  | 4 FB      | 3:14.867         | 11               |
| Natalja Sergejevna                 | Damernas K1 200 m   | 43.257   | 5 Q       | 42.602    | 7         | Gick inte vidare | Gick inte vidare |
| Natalja Sergejevna                 | Damernas K1 500 m   | 1:54.445 | 4 Q       | 1:53.888  | 4 FB      | 1:54.707         | 13               |

## Konstsim
| Idrottare                         | Gren           | Teknisk rutin | Teknisk rutin | Fri rutin (inledande) | Fri rutin (inledande)  | Fri rutin (inledande) | Fri rutin (final) | Fri rutin (final)      | Fri rutin (final) |
| Idrottare                         | Gren           | Poäng         | Placering     | Poäng                 | Totalt (teknisk + fri) | Placering             | Placering         | Totalt (teknisk + fri) | Placering         |
| --------------------------------- | -------------- | ------------- | ------------- | --------------------- | ---------------------- | --------------------- | ----------------- | ---------------------- | ----------------- |
| Anna Kulkina Äjgerim Zjeksembinov | Damernas duett | 84.600        | 15            | 84.980                | 169.580                | 15                    | Gick inte vidare  | Gick inte vidare       | Gick inte vidare  |

## Modern femkamp
| Idrottare          | Gren   | Fäktning (värja) | Fäktning (värja) | Fäktning (värja) | Simning (200 m frisim) | Simning (200 m frisim) | Simning (200 m frisim) | Ridsport (hästhoppning) | Ridsport (hästhoppning) | Ridsport (hästhoppning) | Kombinerat: skytte/löpning (10 m luftpistol)/(3000 m) | Kombinerat: skytte/löpning (10 m luftpistol)/(3000 m) | Kombinerat: skytte/löpning (10 m luftpistol)/(3000 m) | Totalpoäng | Slutpoäng |
| Idrottare          | Gren   | Resultat         | Placering        | MF-poäng         | Tid                    | Placering              | MF-poäng               | Straff                  | Placering               | MF-poäng                | Tid                                                   | Placering                                             | MF-poäng                                              | Totalpoäng | Slutpoäng |
| ------------------ | ------ | ---------------- | ---------------- | ---------------- | ---------------------- | ---------------------- | ---------------------- | ----------------------- | ----------------------- | ----------------------- | ----------------------------------------------------- | ----------------------------------------------------- | ----------------------------------------------------- | ---------- | --------- |
| Pavel Iljasjenko   | Herrar | 15–20            | =25              | 760              | 2:06,62                | 26                     | 1244                   | 164                     | 30                      | 1036                    | 10:49,80                                              | 17                                                    | 2404                                                  | 5432       | 29        |
| Rustem Sabirchuzin | Herrar | 19–16            | 10               | 856              | 2:13,21                | 34                     | 1204                   | 100                     | 24                      | 1100                    | 10:49,57                                              | 16                                                    | 2404                                                  | 5564       | 21        |

## Rodd
Herrar
| Idrottare          | Gren          | Heat    | Heat      | Återkval | Återkval  | Kvartsfinal | Kvartsfinal | Semifinal | Semifinal | Final   | Final     | Final |
| Idrottare          | Gren          | Tid     | Placering | Tid      | Placering | Tid         | Placering   | Tid       | Placering | Tid     | Placering |       |
| ------------------ | ------------- | ------- | --------- | -------- | --------- | ----------- | ----------- | --------- | --------- | ------- | --------- | ----- |
| Vladislav Jakovlev | Singelsculler | 7:16,34 | 5 R       | 7:22,00  | 5 SE/F    | BYE         | BYE         | 7:33,29   | 2 SE      | 7:36,14 | 28        |       |

Damer
| Idrottare            | Gren          | Heat    | Heat      | Återkval | Återkval  | Kvartsfinal | Kvartsfinal | Semifinal | Semifinal | Final   | Final     | Final |
| Idrottare            | Gren          | Tid     | Placering | Tid      | Placering | Tid         | Placering   | Tid       | Placering | Tid     | Placering |       |
| -------------------- | ------------- | ------- | --------- | -------- | --------- | ----------- | ----------- | --------- | --------- | ------- | --------- | ----- |
| Svetlana Germanovitj | Singelsculler | 8:01,94 | 5 R       | 7:53,63  | 3 FE      | BYE         | BYE         | BYE       | BYE       | 8:37,08 | 25        |       |

## Skytte
Kazakstan har säkrat en deltagare genom kvotplats i herrars pistolskytte, 50 meter.
- Herrar, pistolskytte 50 meter – Vjatjeslav Podlesnyj

## Taekwondo
| Idrottare                | Gren             | Åttondelsfinaler         | Kvartsfinaler        | Semifinaer           | Återkval             | Bronsmatch           | Final                | Final            |
| Idrottare                | Gren             | Motståndare Resultat     | Motståndare Resultat | Motståndare Resultat | Motståndare Resultat | Motståndare Resultat | Motståndare Resultat | Placering        |
| ------------------------ | ---------------- | ------------------------ | -------------------- | -------------------- | -------------------- | -------------------- | -------------------- | ---------------- |
| Nursultan Mamajev        | Herrarnas −58 kg | Bayoumi (EGY) L 0–1 SDP  | Gick inte vidare     | Gick inte vidare     | Gick inte vidare     | Gick inte vidare     | Gick inte vidare     | Gick inte vidare |
| Gulnafis Ajtmuchambetova | Damernas −67 kg  | Anić (SLO) L 11–15       | Gick inte vidare     | Gick inte vidare     | Gick inte vidare     | Gick inte vidare     | Gick inte vidare     | Gick inte vidare |
| Feruza Jergesjova        | Damernas +67 kg  | Rajher (SLO) L 16–17 SDP | Gick inte vidare     | Gick inte vidare     | Gick inte vidare     | Gick inte vidare     | Gick inte vidare     | Gick inte vidare |

## Tennis
| Spelare                               | Gren       | Omgång 1               | Omgång 2                          | Åttondelsfinaler                     | Kvartsfinaler     | Semifinaler       | Final / BM        | Final / BM       |
| Spelare                               | Gren       | Motståndare Poäng      | Motståndare Poäng                 | Motståndare Poäng                    | Motståndare Poäng | Motståndare Poäng | Motståndare Poäng | Placering        |
| ------------------------------------- | ---------- | ---------------------- | --------------------------------- | ------------------------------------ | ----------------- | ----------------- | ----------------- | ---------------- |
| Michail Kukusjkin                     | Herrsingel | Simon (FRA) L 4–6, 2–6 | Gick inte vidare                  | Gick inte vidare                     | Gick inte vidare  | Gick inte vidare  | Gick inte vidare  | Gick inte vidare |
| Jaroslava Sjvedova                    | Damsingel  | Halep (ROU) W 6–4, 6–2 | Lisicki (GER) L 6–4, 3–6, 5–7     | Gick inte vidare                     | Gick inte vidare  | Gick inte vidare  | Gick inte vidare  | Gick inte vidare |
| Galina Voskobojeva                    | Damsingel  | Babos (HUN) L 4–6, 2–6 | Gick inte vidare                  | Gick inte vidare                     | Gick inte vidare  | Gick inte vidare  | Gick inte vidare  | Gick inte vidare |
| Jaroslava Sjvedova Galina Voskobojeva | Damdubbel  | i.u.                   | Dubois / Wozniak (CAN) W 6–2, 6–0 | Kirilenko / Petrova (RUS) L 3–6, 2–6 | Gick inte vidare  | Gick inte vidare  | Gick inte vidare  | Gick inte vidare |